# Hatna, Nagamangala
Hatna là một làng thuộc tehsil Nagamangala, huyện Mandya, bang Karnataka, Ấn Độ.